# Operation Sonnie
Operation Sonnie var en hemlig amerikansk kurirflyg-verksamhet genom det neutrala Sverige under andra världskriget.

## Beskrivning av operationen

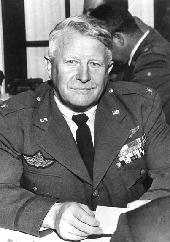
Den norsk-amerikanske översten Bernt Balchen

### Förutsättningar
Från mars 1941 hade kurirflygverksamhet mellan England och Sverige förekommit med civila transportplan enligt avtal, organiserade av brittiska British Overseas Airways Corporation (BOAC) och svenska AB Aerotransport (ABA). Dessutom hade militära kurirflygningar genomförts inom ramen för Operation Carpetbagger − den hemliga allierade verksamheten att stödja agenter och motståndsrörelser i det Nazi-ockuperade Europa, organiserad av brittiska SOE och den dåvarande amerikanska underrättelsetjänsten OSS, föregångare till CIA. Förutom vanliga transportplan till exempel av typen Lockheed Lodestar, som flögs av norska besättningar, användes från februari 1943 också det snabba engelska attackplanet Mosquito som flög obeväpnad och med civila BOAC-markeringar från RAF Leuchars nära Dundee i Skottland till Bromma flygplats i Stockholm.

Norska exilregeringen hyrde ursprungligen två transportplan av engelsmännen för att ta med sig de ca 2000 norska motståndsmän som flytt till Sverige, vilka efter hemliga förhandlingar med svenska myndigheter tilläts flyga över svenskt territorium. Förutom de två första flygplanen ville inte engelsmännen hyra ut ytterligare plan. Eftersom behovet av att flyga ut norska motståndsmän och nödlandade allierade piloter var stort, krävdes större flygplan som flög regelbundet mellan England och Sverige. Amerikanska OSS lovade då att hjälpa till med flygtransport på den aktuella sträckan. Projektet gavs täcknamnet "Operation Sonnie", medan norrmännen hade ett eget täcknamn för denna operation, "Balder".

### Operationen startas
Den 27 januari 1944 utsågs den norske polarflygaren och äventyraren Bernt Balchen som chef för Operation Sonnie. Han hade frivilligt anslutit sig till Brittiska flygvapnet (RAF) vid krigsutbrottet, och var vid tidpunkten för Operation Sonnie överste i USAAF 8th Air Force och utsedd att representera högste chefen för den europeiska delen av amerikanska flygvapnets dåvarande transportflygavdelning Air Transport Command (ATC). Den 17 mars beordrade brigadgeneral Burrows vid ATC att en första hemlig "Sonnie-flygning" skulle genomföras. Via ATC erhölls fem flygplan av typen C-87 Liberator Express, en variant av långdistansbombplanet B-24 Liberator. Planen målades i mörka färger (mörkt grön eller svart) utan militära markeringar och försågs med en liten radar för att underlätta mörkerflygning.
 Tidigt på morgonen den 31 mars startade Balchen med ett av planen från Leuchars med destination Bromma flygplats. Flygplanet hade försetts med en falsk brittisk civil registrering (G-AFYO), och flygningen gick över Norge längs Sognefjordsglaciären då det tyska luftvärnet där var glest. Besättningen hade fått med sig civila kläder som de skulle byta till innan landning i Sverige, för att inte eventuella tyska agenter på svenska flygplatser skulle känna igen de amerikanska flygarna. Efter landningen på Bromma klockan 08.37 mötte representanter för svenska försvaret och Utrikesdepartementet upp. Då Balchen var berömd internationellt kändes han snabbt igen av en Gestapo-officer som befann sig i vänthallen på Bromma. Detta ledde senare till ett hemligt krig mellan Gestapo och OSS på Stockholms gator, där tyskarna försökte störa och skrämma de amerikanska besättningarna, samt ta reda på avgångstiderna för flygplanen. Den 2 april flög Balchen vidare till Torslanda vid Göteborg för att avgöra om flygplatsen skulle kunna användas som reserv för Bromma. När flygplanet sedan lämnade Sverige den 6 april via Bromma hade man 30 personer ombord.
 Den 15 april 1944 återvände det "falskskyltade" flygplanet med kapten David Schreiner vid spakarna. Han hade varit andrepilot vid första flygningen. Den 17 april fick det nybildade civila amerikanska transportbolaget The American Air Transport Service (AATS), som skulle fungera som täckmantel för verksamheten i det neutrala Sverige, tillstånd av svenska regeringen att använda fem B-24/C-87 flygplan på sträckan Leuchars-Bromma. När flygplanet lyfte från Bromma den 18 april fanns 35 personer ombord, och planet hade försetts med  civil amerikansk registrering (NC18649) och blev därmed den första officiella amerikanska kurirflygningen sedan avtal tecknats mellan USA och Sverige.
 Förutom att frakta frigivna flygare och norska frivilliga samt kullager från Sverige till Skottland, så fraktades åt andra hållet reservdelar, olja och bränsle till de allierade flygplan som var internerade i Sverige.
 När en tysk V2-raket exploderade i luften väster om Kalmar den 13 juni 1944, den så kallade Bäckebobomben, så undersöktes vrakresterna av svenska experter för att sedan efter myndighetsbeslut flygas till England. Den engelske majoren Keith Allen landade på Bromma klockan 04.55 den 30 juli med ett C-47 transportflygplan, och efter att ha lastat in cirka 2 ton V2-delar lyfte planet klockan 22.13 tillbaka till England för analys av materialet.

### Haveriet vidAnten

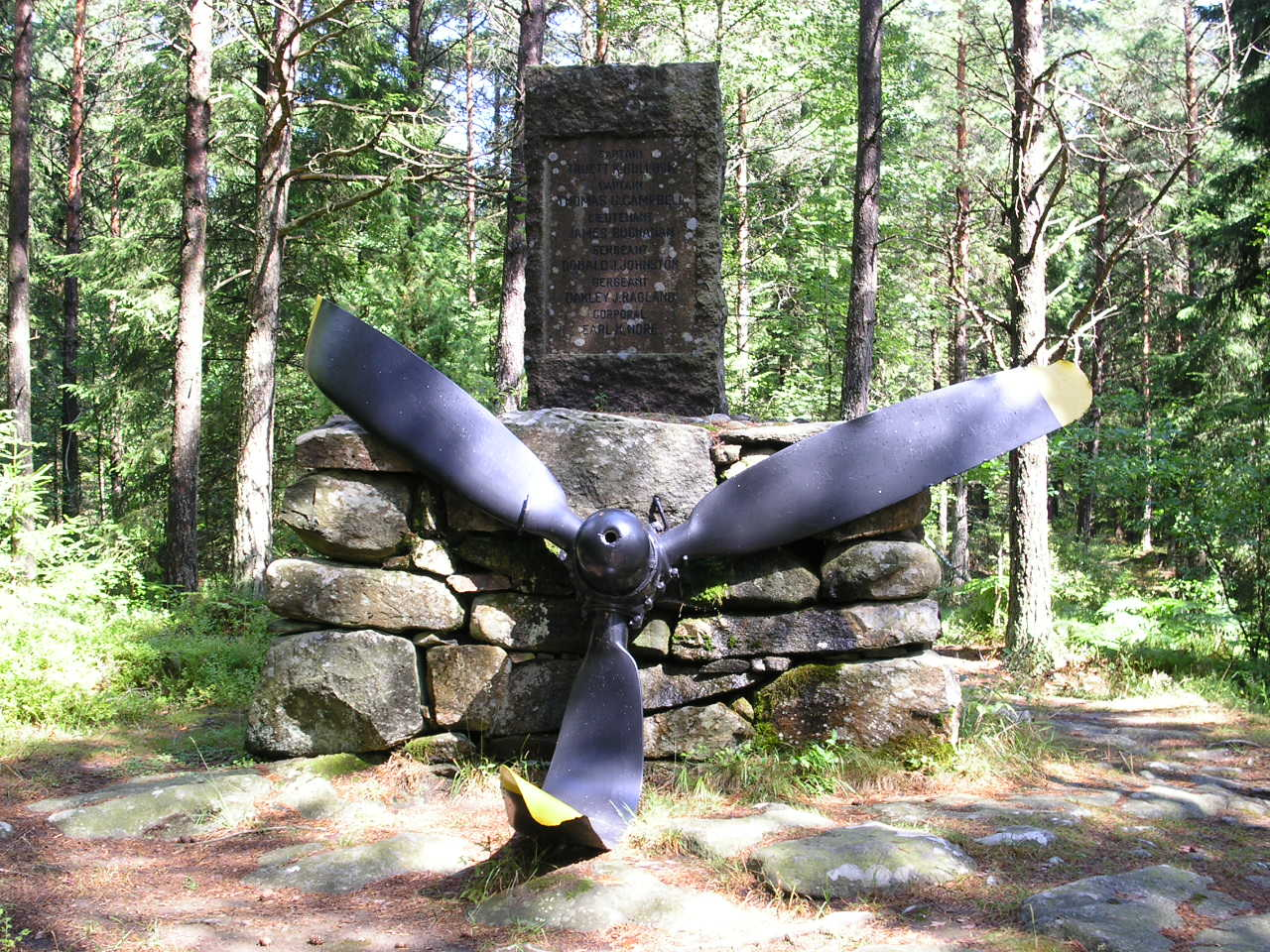
Flygmonumentet vid Anten.

Den 19 oktober 1944 klockan 20.30 lokal tid startade 6 amerikanska kurirplan från Leuchars med destination Bromma via en nordlig rutt över Norge. Ett plan fick motorproblem och återvände. De övriga fortsatte men kunde inte landa vid framkomsten till Bromma då det rådde kraftig dimma. De dirigerades därför om till Torslanda flygfält, och telegrafisten på olycksplanet bekräftade ordern och angav den beräknade ankomsttiden 00.30 till Göteborg. Fyra av planen landade på Torslanda, men klockan 01.20 störtade ett av C-87 planen, lastat med oljefat till internerade amerikanska bombplan, i skogsområdet Risveden nära Antens kapell cirka sex km nordväst om Alingsås. Hemvärnsmän och brandkår från Älvängen, Kilanda landskommun och Alingsås kunde konstatera att en av besättningsmännen, flygsergeant Oakley Ragland, visade svaga livstecken efter haveriet en men avled strax efteråt. De övriga fem i besättningen hade avlidit direkt vid nedslaget.

Den officiella förklaringen till haveriet som gavs i svenska Luftfartsinspektionens slutrapport, var felnavigering då besättningen troligen misstagit sin position på grund av dimman  och ljussken från Alingsås i tron att det var Göteborg, samt att de långsmala sjöarna Anten och Mjörn misstagits för Göta älv. Det skulle förklara varför planet minskat flyghöjden från 1500 meter till 150 meter när kollisionen skedde. Men det finns också vittnesmål om ett oidentifierat flygplan som cirklat över nedslagsplatsen, för att därefter vika av åt norr. Andra vittnen berättade om skottlossning före haveriet. Detta skulle i så fall tyda på att ett tyskt nattjaktflygplan från Norge skjutit ner kurirplanet, i likhet med det svenska kurirflygplanet "Gripen" som sköts ner av tysk nattjakt och störtade på Hållö nära Smögen 22 oktober 1943.
 Besättningsmedlemmarna begravdes 1 november 1944 på Östra kyrkogården i Malmö men de flesta flyttades till USA redan 1948, förutom de två besättningsmedlemmarna Campbell och Ragland som på anhörigas begäran fortfarande är begravda i Malmö.
 Den 27 maj 1945 reste den lokala hembygdsföreningen ett monument på nedslagsplatsen vid Anten. Geografiskt läge: 58°00.15′N 12°25.58′Ö / 58.00250°N 12.42633°Ö

### Fortsättning
De hemliga flygningarna med Operation Sonnie flyttade i slutet av november 1944 utgångspunkt från Leuchars i Skottland, till Metfield i Suffolk. Flygningarna pågick därefter fram till juni 1945 och totalt fördes över 4300 passagerare vid nästan 550 flygningar med 27 olika flygplan på detta sätt över till England. Flygningarna genomfördes helst vid dåligt väder. Det hände att flygningar ställdes in då vädret var för bra. Förutom C-87, användes dessutom bland annat 10 st ombyggda B-24 bombplan som tidigare använts vid Carpetbagger-operationer, samt en C-47, den militära varianten av DC-3. Från 15 februari 1945 användes även 4 stycken C-54, den militära varianten av DC-4. Dessförinnan hade huvudbanan på Bromma förlängts till 1 800 meter på begäran av amerikanerna. Detta arbete hade avslutats redan 1944.
 Förutom haveriet vid Anten, så havererade två stycken C-87 den 5 februari 1945 då de landade på Bromma i häftigt snöoväder, kanade av banan och bröt nosstället. Båda planen fick skrotas. Under april månad 1945 flög ATC åtta C-87, en CB-24, tio B-24 och tre C-54 inom Operation Sonnie.
 För att kunna sköta kurirtrafiken måste ATC bygga upp en organisation i Stockholm. I Brommas närhet hyrdes ett stort antal lägenheter till de över 200 teknikerna. Flygbesättningarna som först använde hotell i Stockholm, upphörde med detta när det visade sig att tyska agenter hade dem under observation. Därefter användes lägenheter på Kvarnbacksvägen i Bromma och Badhotellet i Saltsjöbaden som bostäder. Under de första månaderna 1945 lagrades dessutom flera ton utrustning för de norska styrkorna i olika lokaler kring Bromma, bland annat vapen, sprängmedel och uniformer.
 Besättningarna på transportplanen växlade mellan olika hemliga operationer. Förutom Operation Sonnie användes de även till Operation Ball, som under Balchens ledning syftade till att från England mera direkt stödja norska motståndsrörelsen med förnödenheter.
 På norska exilregeringens begäran, och svenska regeringens godkännande, startades från jultid 1944 Operation Where and When som innebar att en amerikansk transportflygavdelning, benämnd "Balchen" efter befälhavaren, med 10 st C-47 transportflygplan flög uppdrag från F21 Kallax utanför Luleå, där man bland annat transporterade norska polistrupper, ett fältsjukhus och livsmedel till norra Norge fram till augusti 1945. Transportplanen som flög från F21 hade amerikanska militära markeringar och besättningarna bar amerikansk uniform under en civil overall.

## Galleri

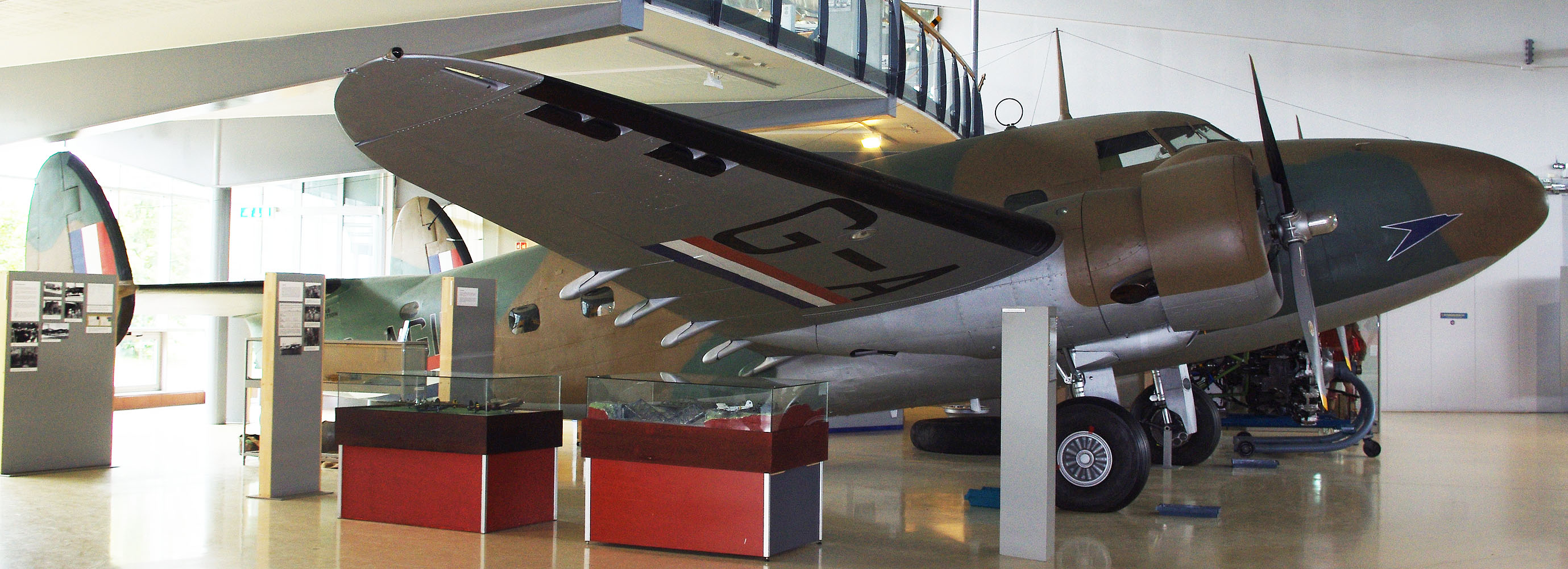
Lockheed Lodestar med BOAC-märkning, på flygmuseet Forsvarets flysamling i norska Gardermoen
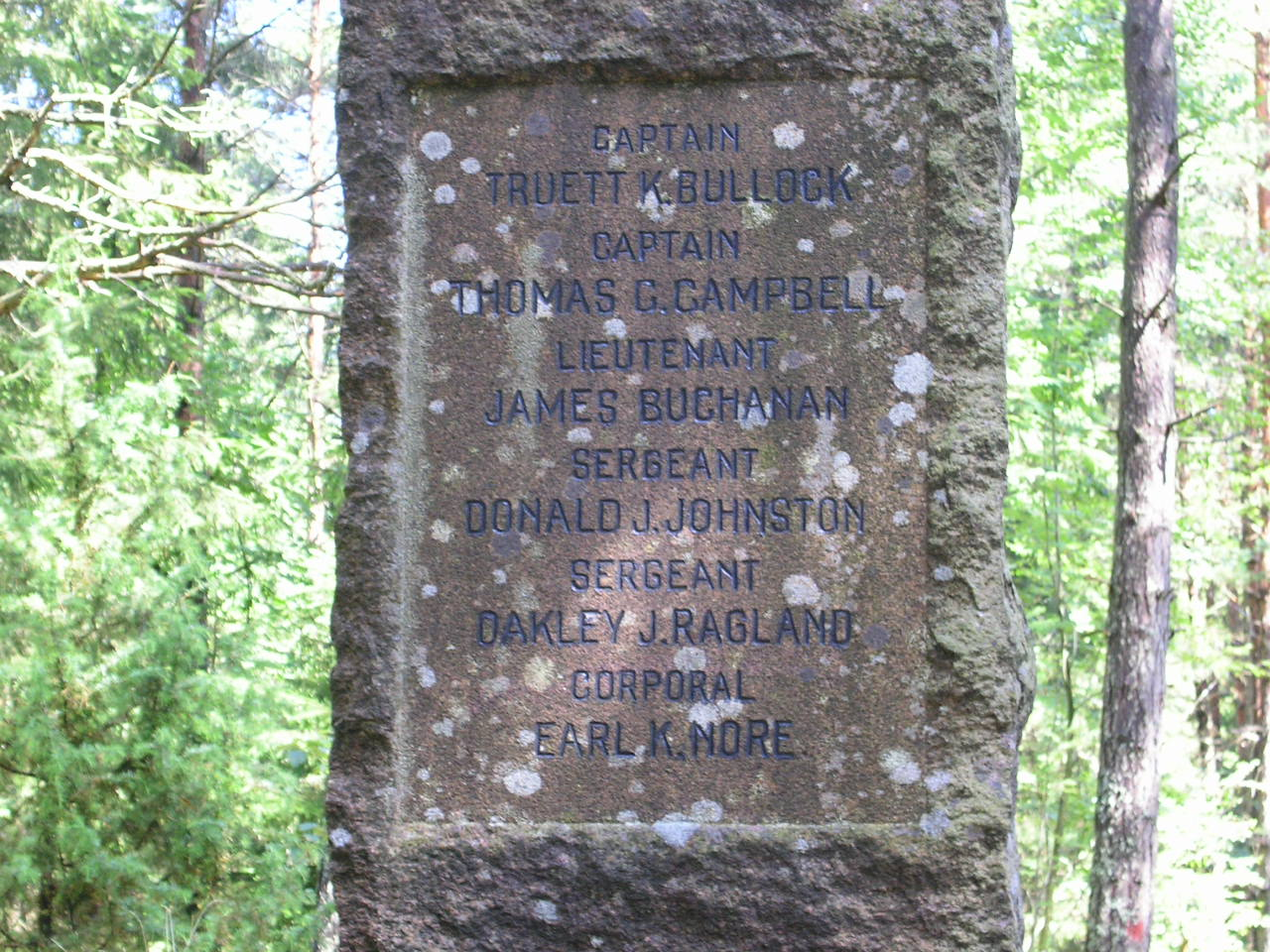
Flygmonumentet vid Anten: Lista över omkomna besättningen.
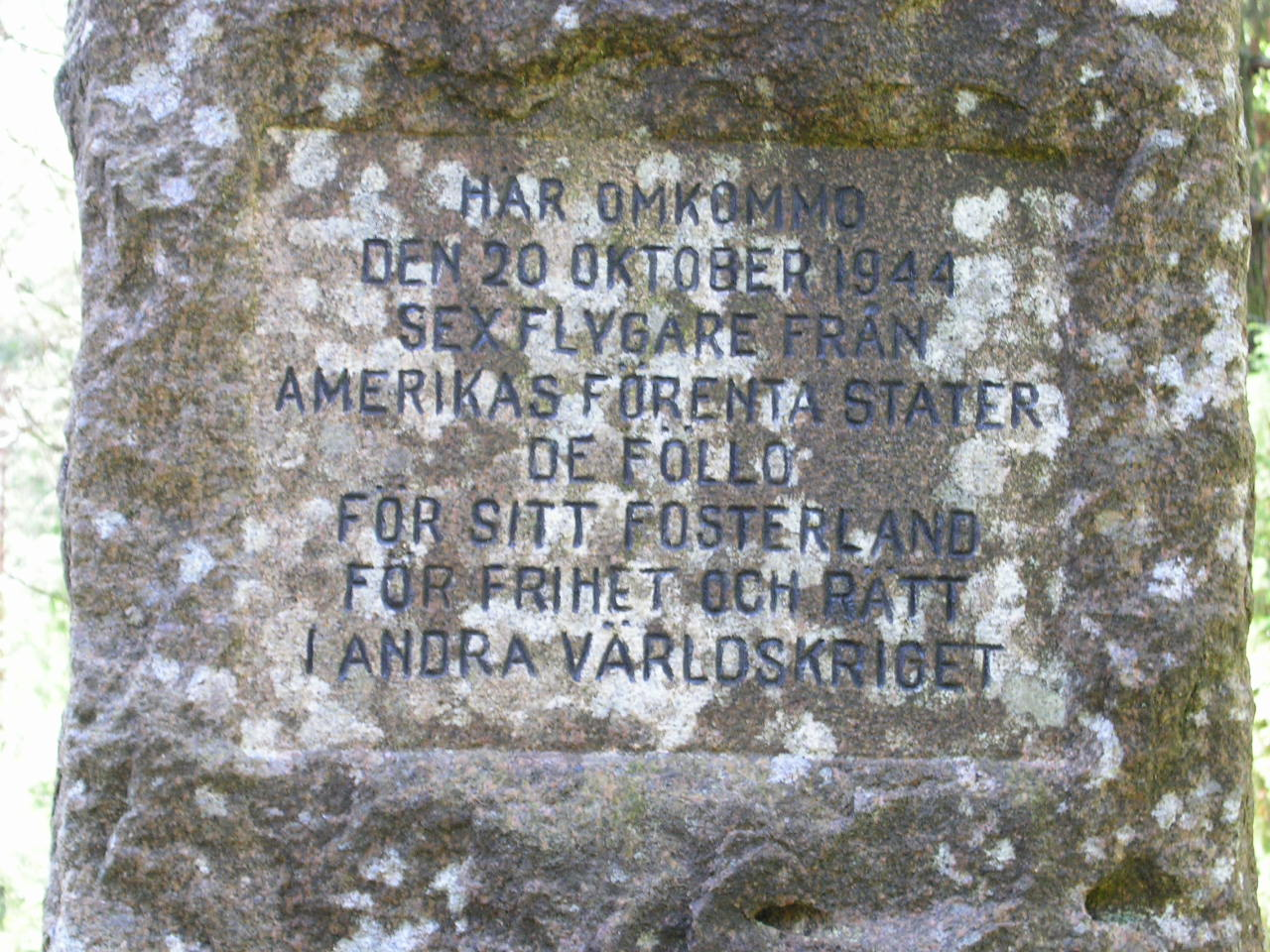
Flygmonumentets dedikation.
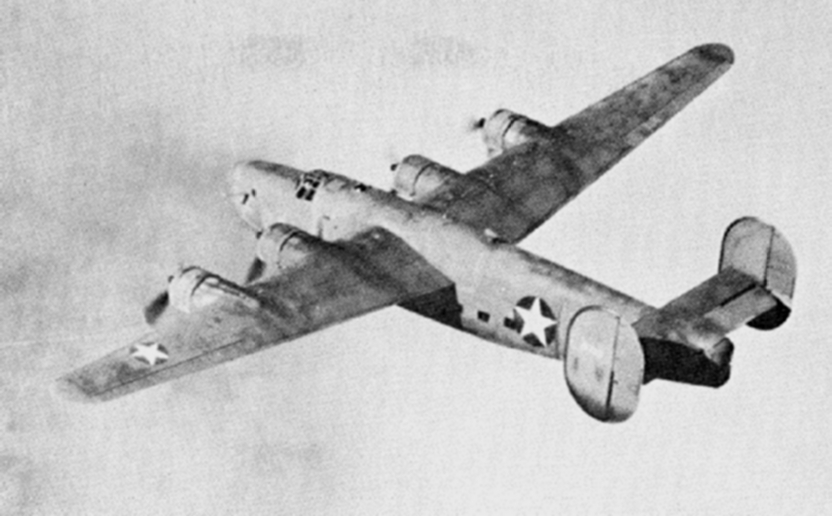
Det amerikanska transportplanet C-87 Liberator Express
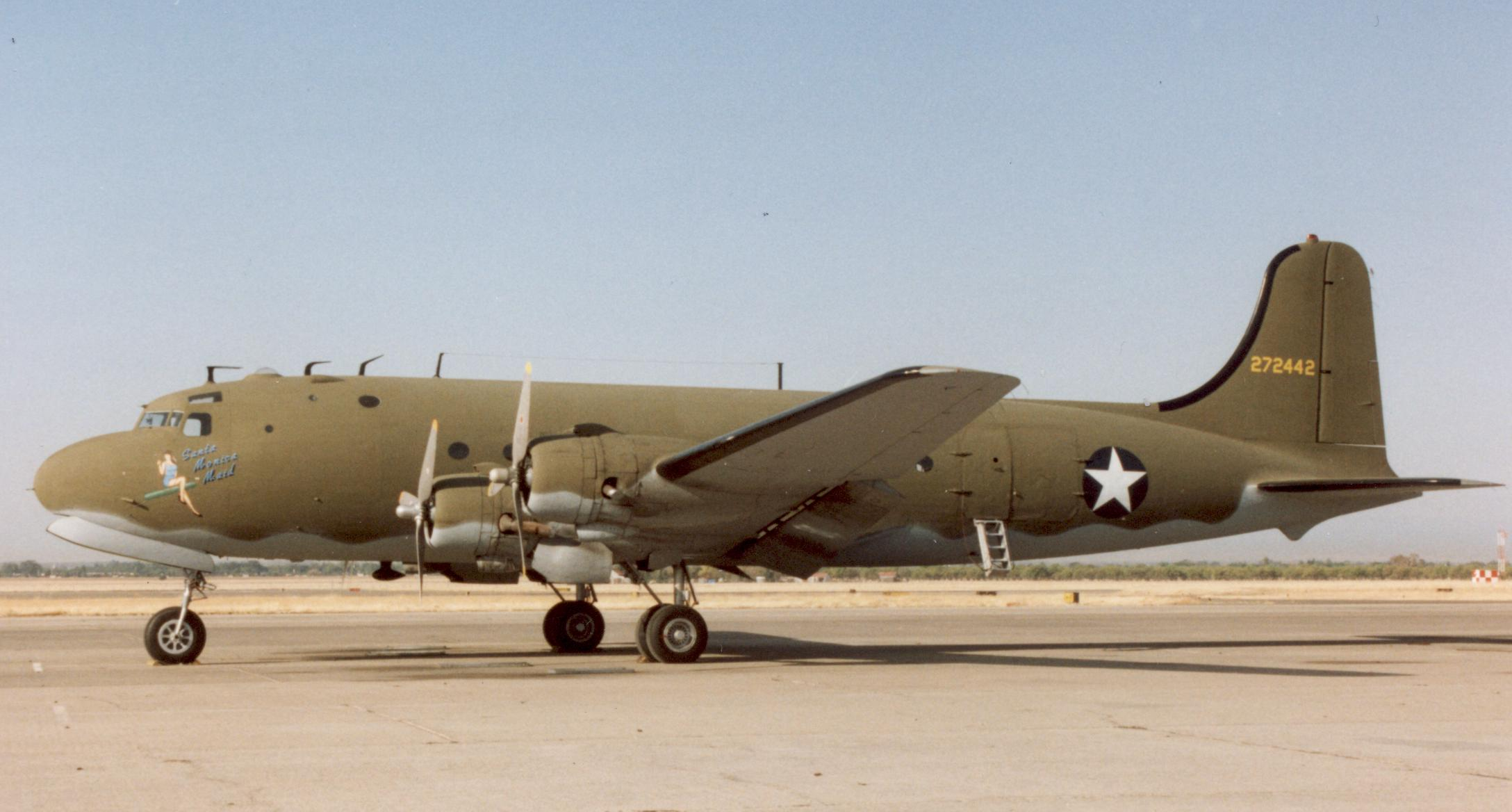
Ett restaurerat exemplar av C-54 Skymaster